# Populina
Populina es un género de plantas fanerógamas perteneciente a la familia Acanthaceae. El género tiene dos especies herbáceas.

## Especies
- Populina perrieri Benoist
- Populina richardi Baill.